# Горњи Црнобрег
Горњи Црнобрег (алб. Carrabreg i Epërm/Qarrabregu i Epërm) је насељено место у општини Дечани, на Косову и Метохији. Према попису становништва из 2011. у насељу је живело 1.446 становника.

## Положај
Атар насеља се налази на територији катастарске општине Црнобрег површине 602 ha. Село се налази јужно Дечана.

## Историја
Под словенским именом Чрнобрег, село се први пут помиње 1330. године, у повељи српског краља Стефана Дечанског. По турском попису из 1485. године, село је имало 19 српских и један муслимански дом. У селу постоји црква Св. Николе и црква Св. Георгија, које се помињу у хрисовуљи Стефана Дечанског.

## Становништво
Према попису из 2011. године, Горњи Црнобрег има следећи етнички састав становништва:
| Националност       | 2011.          |
| Албанци            | 1.444 (99,86%) |
| други и недоступно | 2 (0,14%)      |
| Укупно             | 1.446          |

| Демографија | Демографија | Демографија |
| Година      | Становника  | Становника  |
| ----------- | ----------- | ----------- |
| 1948.       | 744         |             |
| 1953.       | 798         |             |
| 1961.       | 887         |             |
| 1971.       | 1.010       |             |
| 1981.       | 1.524       |             |
| 1991.       | 1.901       |             |
| 2011.       | 1.446       |             |